# Rittersgrüner Meteorit
Koordinaten: 50° 27′ 35″ N, 12° 50′ 3″ O
Der Rittersgrüner Meteorit wurde 1833 in Ehrenzipfel bei Rittersgrün gefunden. Der 85 kg schwere Gesteinsbrocken befindet sich heute in der Mineralogischen Sammlung der Bergakademie Freiberg und als Kopie im Schmalspurbahnmuseum Rittersgrün.

## Steinbach (Meteorit)
Der Meteorit Steinbach gehört zu den historischen Meteoriten Deutschlands. Petrografisch handelt es sich um einen silikatführenden, anomalen IVA-Eisenmeteoriten, der in früheren Zeiten als „Siderophyr“ bezeichnet wurde.
Zu dem Steinbach-Meteoriten werden heute mehrere Exemplare gerechnet:

1. vor 1724 gefunden, häufig mit der offenkundig unzutreffenden Angabe „Grimma“ belegt,

- vor 1751 gefunden, in Steinbach bei Johanngeorgenstadt, Sachsen,

1. 1833 gefunden, in Rittersgrün bei Johanngeorgenstadt, Sachsen,
2. 1861 gefunden, in Breitenbach (heute Potůčky) bei Platten (heute Horní Blatná), Böhmen.
3. 2017 und 2019 wurden weitere Fragmente des Meteoriten Steinbach gefunden.[2][3]

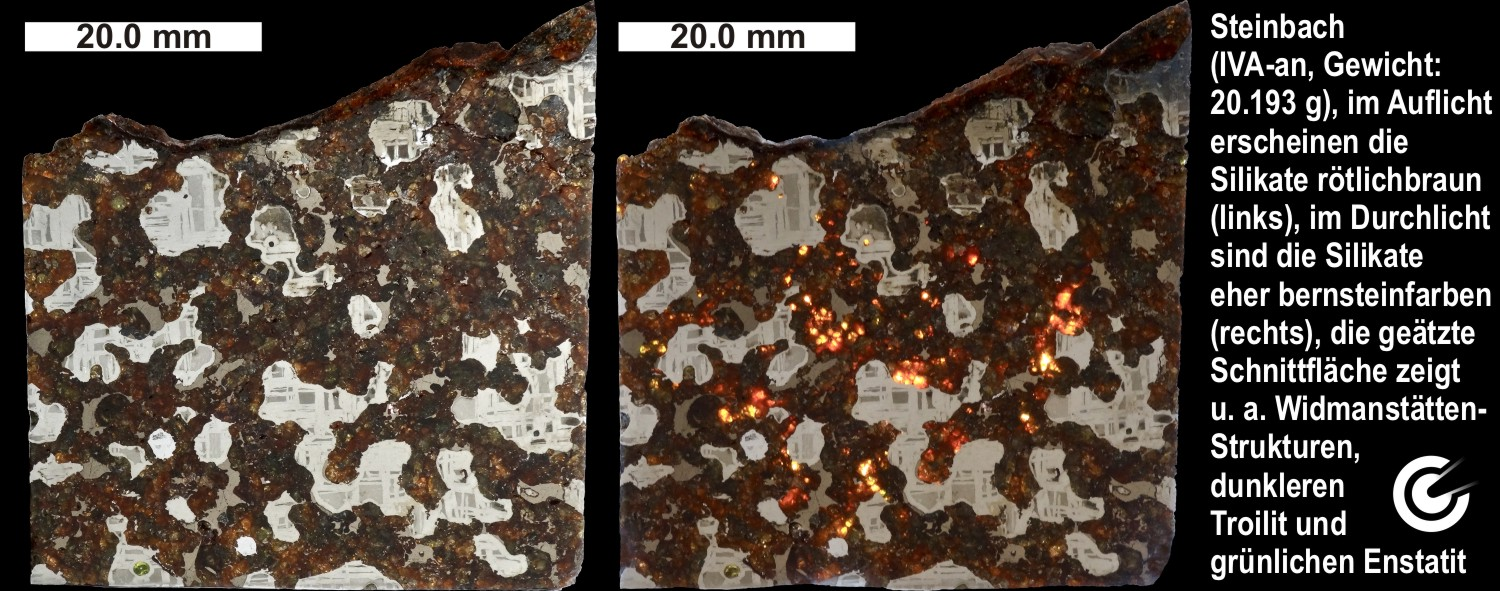
Meteorit Steinbach (IVA-anormal) als polierte und geätzte Teilscheibe: Im Auflicht erscheinen die Silikate rötlichbraun (links), im Durchlicht erscheinen sie bernsteinfarben (rechts), die geätzte Schnittfläche zeigt u. a. nickelhaltiges Eisen (Kamacit, Taenit) mit Widmanstätten-Strukturen, dunkleren Troilit. Das gleichmäßig ausgerichtete Widmanstätten-Muster zeigt, dass die Metallkörner Teil eines großen Einkristalls sind[4]. Das abgebildete Exemplar wurde 1863 für das British Museum, London erworben und befindet sich heute in der Sammlung Oliver Sachs

## Geschichte des Fundes von Rittersgrün
Der Waldarbeiter Karl August Reißmann aus Ehrenzipfel stieß 1833 beim Ackerroden auf einen Klumpen, den er als „altes Eisen“ sowohl einem Schmied in Rittersgrün als auch wiederholt einem benachbarten Hammerwerk erfolglos zum Ankauf anbot. Als der Schichtmeister Kröner auf dem Eisenhüttenwerk Siegelhof Jahre später von dem Fund erfahren hatte, besichtigte er den Fund und erkannte in losgeschlagenen Brocken eingewachsene Körner eines schmutziggrünen olivinähnlichen Minerals, weswegen er einen meteorischen Ursprung vermutete. 1861 teilte er den Fund des Gesteinsbrockens und seine Beobachtungen dem Oberbergrat August Breithaupt in Freiberg mit. Breithaupt reiste sofort an Ort und Stelle, fand den Klumpen in Reißmanns Wohnung vor und erwarb ihn für die mineralogische Sammlung der Freiberger Bergakademie.
Ein Gipsmodell des Meteoriten ist im örtlichen Eisenbahnmuseum zu sehen.